# Demétre Chiparus

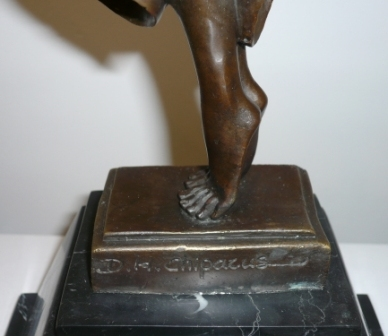
Signatur D.H. Chiparus

Demétre Haralamb Chiparus, eigentlich Dumitru Haralamb Chipăruș (* 16. September 1886 in Dorohoi, Königreich Rumänien; † 22. Januar 1947 in Paris, Frankreich), war ein rumänischer Bildhauer und Keramiker. Mit der Formgestaltung seiner chryselephantinen Skulpturen zählt er zu den bedeutendsten Künstlern des Art déco. Seine Arbeiten stellen meist Tänzerinnen der Ballets Russes dar, als Sinnbild für die moderne Frau. 
Chiparus’ Chryselephantinen besitzen durch ihre elegante, aus Bronze, Emaille und Farbe gearbeitete Kleidung, die starke Stilisierung der aus Elfenbein geformten Gesichter und ihre lange, schlanke Erscheinung einen hohen dekorativen Effekt. Sie zählen zu den bestgehandelten Skulpturen der Art-déco-Periode. Die meisten von ihnen entstanden zwischen 1914 und 1933.

## Leben
Dumitru wurde als Sohn von Haralamb und Saveta Chipăruș geboren. 1909 ging er nach Italien, wo er bei dem italienischen Bildhauer Raffaello Romanelli studierte. 1912 zog er nach Paris, wo er die École des Beaux-Arts besuchte. Dort erhielt er Unterricht bei Antonin Mercie und Jean Boucher. Hier perfektionierte Chiparus seine Chryselephantin-Technik, bei der er Bronze und Elfenbein kombinierte und die bronzenen Elemente meist durch Kaltmalerei oder Emaillieren dekorierte. Sein besonderes Augenmerk galt dabei weniger der Qualität der Elfenbeinschnitzerei als dem juwelenartigen Dekor der Bronzeoberflächen, die seiner Arbeit ein eigenständiges Erscheinungsbild gab. 
Seine erste Serie bestand aus Kinderskulpturen, die dem Stil des Realismus sehr nahe kamen. Sie wurde 1914 auf dem Pariser Salon der Société des Artistes Indépendants gezeigt, wo Chiparus von 1914 bis 1928 durchgehend ausstellte; darunter 1923 den Speerwerfer und 1928 die Ta-Keo-Tänzerin. Bis zum Zweiten Weltkrieg wurden Chiparus’ Arbeiten von den Gießereien Edmond Etling & Cie und Les Neveux de Jules Lehmann sowie Arthur Goldscheider ausgeführt, jedoch verschlechterten sich darauf die Lebensumstände für Bildhauer in Frankreich im Zuge der deutschen Besatzung des Landes dramatisch. 
Seit den frühen 1940ern produzierte Chiparus Tierskulpturen im Art-déco-Stil, arbeitete aber nicht mehr primär für den Verkauf, sondern aus eigenem innerem Antrieb. Auf seinen letzten Ausstellungen im Pariser Salon zeigte er 1942 die Gips-Skulptur Eisbär und Büffel sowie 1943 seinen Eisbären aus Marmor und einen Pelikan aus Gips.
Die größte Sammlung seiner Werke befindet sich heute mit 120 Originalstücken im Art Deco Museum in Moskau.

## Stil
Chiparus zog seine Inspiration hauptsächlich aus der Mode, den Filmen und dem französischen Theater seiner Zeit, aber auch von den Balletten Diaghilews und dem Bühnendesign Leon Baksts. Einige seiner Skulpturen waren direkt von russischen Tänzerinnen und Tänzern beeinflusst, beispielsweise von Vaslav Nijinsky und Ida Rubinstein. Außerdem nutzte Chiparus Fotos von russischen und französischen Tänzern und Modeln aus den Modemagazinen der damaligen Zeit. 
Die Skulpturen zeugen zudem von Chiparus’ Interesse an Ägypten. Nach der Öffnung des Grabes von Pharao Tutanchamun 1922 hielt antike ägyptische und östliche Kunst Einzug in die französische Mode. Mehrere seiner Skulpturen verkörpern die ägyptische Königin Kleopatra und ägyptische Tänzer. 
Chiparus’ Arbeiten verkörpern mit ihrer Eleganz und ihrem Luxus den Geist der Zeit des Art déco auf ihrem Höhepunkt.

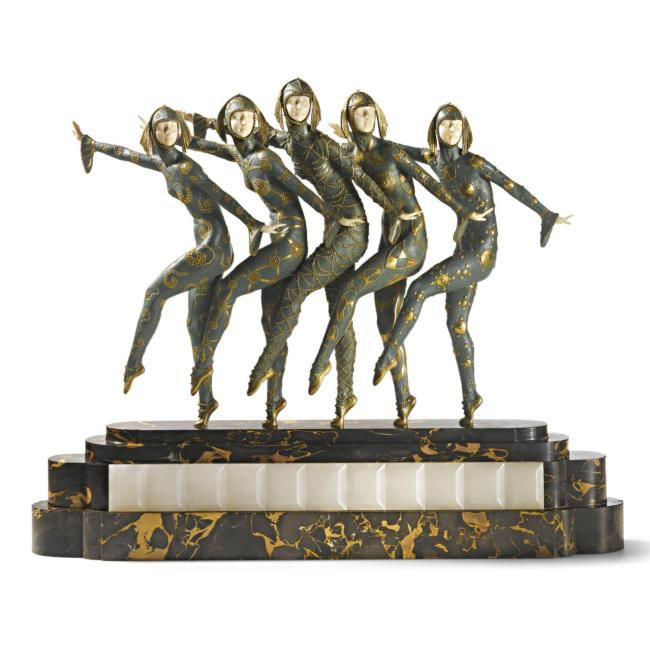
Les girls
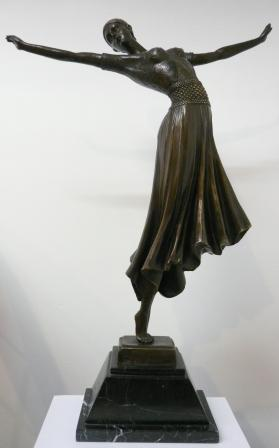
Die Tänzerin
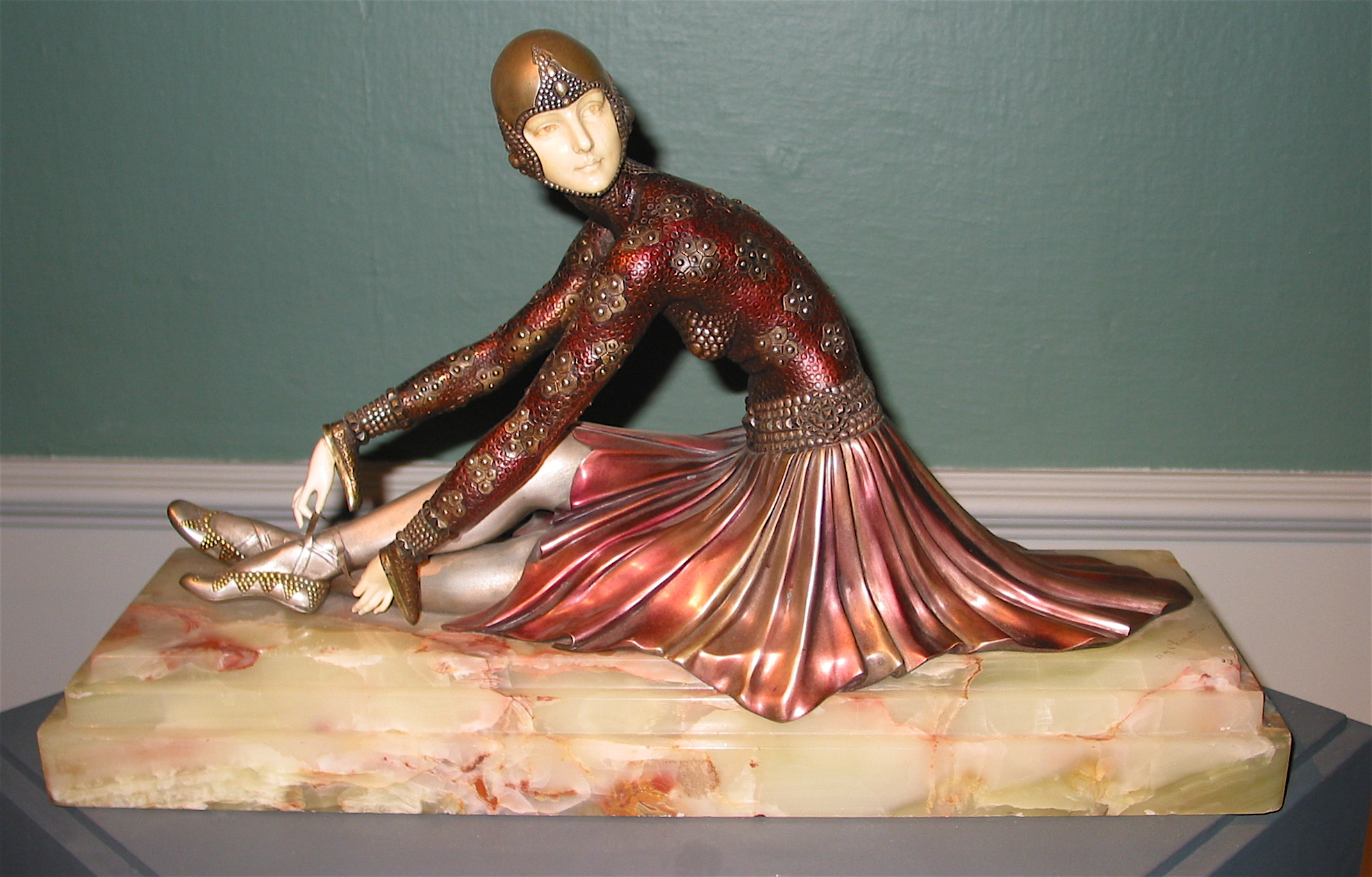
Tanara